# 46-os szakasz
Az ún. 46-os szakasz (németül: Strecke 46) a németországi A7-es autópálya egyik korai szakaszának romja. A Bajorország északnyugati részén fekvő, 1937-ben építeni kezdett utat a második világháború kitörése miatt félbehagyták. 1945 után már 20 kilométerrel keletebbre kezdődött el újra az autópálya építése. Napjainkra a természet nagyrészt visszahódította a félkész utat. A 70 kilométer hosszú rom Európa-szerte egyedülálló technikatörténeti emlék.

## Története

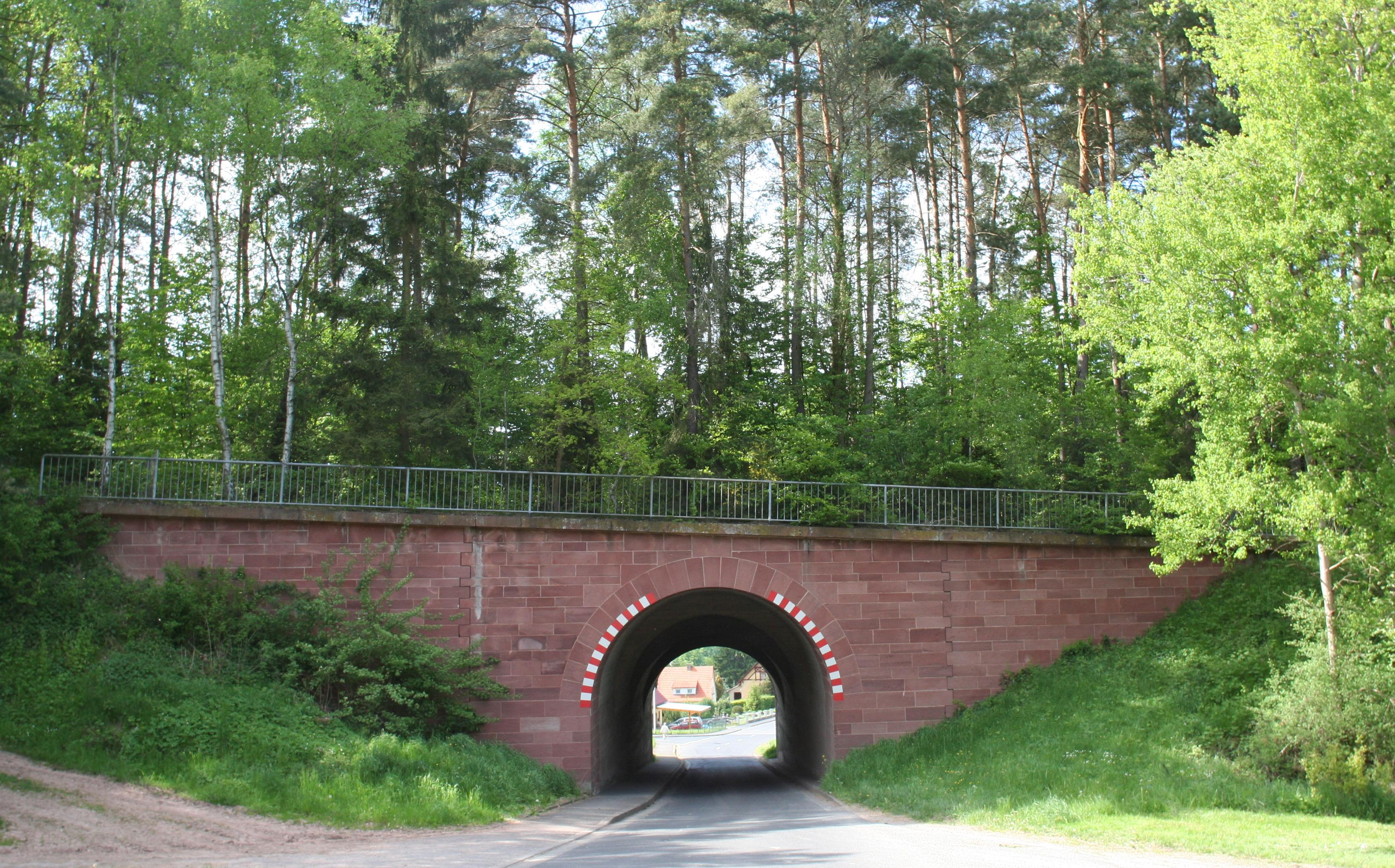
Aluljáró az erdő alatt: a 46-os szakasz romjai Rupboden közelében

Az 1930-as években nagyszabású autópálya-építési program kezdődött Németországban. E program keretében az ország távoli részeit összekötő autópálya-hálózat elemeit kívánták kialakítani. A törzshálózat egyik legfontosabb eleme a HaFraBának rövidített autópálya lett volna, amely az északnémet kikötővárosokat kötötte volna össze Frankfurttal és Bajorországgal. A HaFraBa ötlete már az első világháborút követő időkben felmerült, de a nagy gazdasági világválság miatt elnapolták megvalósítását. Az 1933-ban hatalomra jutó náci párt a válságból kivezető utat a sok embert foglalkoztató nagyszabású infrastruktúra-fejlesztések előmozdításában látta, így sor kerülhetett az észak-déli futású HaFraBa megépítésére is.
A 46-os szakasz nem pusztán az egyik helyről a másikra való eljutást szolgálta volna. A nemzetiszocialista ideológiának megfelelően az útnak szolgálnia kellett a rajta közlekedők kikapcsolódását, illetve a lakosság hazafias szellemű nevelését. Ennek érdekében a tervezők nem a leggyorsabb és legkönnyebben megvalósítható útvonalon vezették az autópályát. Az utazók szeme elé a tervek szerint időről időre festői tájképek, várromok, szakadékok és völgyek látványa tárult volna. Az utazók az út mellé épített sátorozó helyek egyikén pihenhették volna ki a fáradalmakat. A 46-os szakaszon lévő létesítményeket betonból építették, de külsejüket a tájat jellemző kövekkel borították, hogy azok még jobban a tájba simuljanak. A mai autópályáktól szokatlan módon a 46-os szakasz több helyen is éles kanyarokat írt le.
1933 szeptemberében Frankfurtban elkezdődött a nagyszabású útépítési program. E program keretében kezdték megvalósítani a HaFraBa autópálya 46-os szakaszát 1937-ben. Az építésre több ezer munkást, Hitlerjugend-tagot és politikai foglyot mozgósítottak. Az építkezés két éve alatt az autópálya magas készültségi szintre ért el, egyes szakaszokon már az útpályát alkotó betont is leterítették. 1939 szeptemberében elkezdődött a második világháború, Lengyelország megtámadásával. A háború sikeres megvívásához a Wehrmachtnak elsősorban a jó kelet-nyugati irányú összeköttetésre volt szüksége, hogy a frontok között gyorsan mozgathassa csapatait. Az észak-déli vonalvezetésű 46-os szakasz építése ezért háttérbe szorult. Az erőforrásokat más, stratégiai jelentőségű építkezésekre kellett koncentrálni, ezért az út építését 1939. október 4-én hivatalosan is leállították.
A háború után az NSZK újból elindította az autópálya-építéseket. Az ország gazdasági felemelkedéséhez jó minőségű utakra volt szükség, ám a 46-os szakasz meredek lejtői, szűk kanyarjai nem feleltek meg a kor elvárásainak. Emiatt a hatóságok úgy döntöttek, hogy az új A7-es autópálya a régi építkezéstől 20 kilométerrel keletebbre valósuljon meg. A 46-os szakasz szép lassan feledésbe merült, a természetes növényzet pedig visszahódította az útpályát. Napjainkra sűrű erdő nőtte be az egykori autópályát, amelyet első pillantásra nem is vesz észre a szemlélődő. A kicsit figyelmesebb utazó azonban felfigyelhet az autópálya nyomvonalán lépten-nyomon felbukkanó, sehová sem vezető töltésekre, támfalakra, fák alatt elvezető aluljárókra. Az út a levegőből jobban látható: a nyomvonalon álló fák levelei világosabb színűek a környezetükben fekvő fák lombjánál.

## Fordítás
- Ez a szócikk részben vagy egészben a Strecke 46 című német Wikipédia-szócikk ezen változatának fordításán alapul.  Az eredeti cikk szerkesztőit annak laptörténete sorolja fel. Ez a jelzés csupán a megfogalmazás eredetét és a szerzői jogokat jelzi, nem szolgál a cikkben szereplő információk forrásmegjelöléseként.